# Domèvre-sur-Vezouze
Pour les articles homonymes, voir Domèvre.
Domèvre-sur-Vezouze est une commune française située dans le département de Meurthe-et-Moselle, en région Grand Est.

## Géographie
| Chazelles-sur-Albe | Verdenal            | Blâmont     |
| Saint-Martin       | Domèvre-sur-Vezouze | Barbas      |
| Mignéville         |                     | Ancerviller |

Domèvre est située dans la plaine sous-vosgienne dans une contrée initialement très boisée. Des défrichements successifs ont laissé la place aux cultures et aux prairies, mais la forêt y occupe encore plus du quart de la superficie de la commune. Toute cette région est désignée par les Romains sous le nom de Vogasus ou Vosagus ou Vosasus. D'où les noms de Vosges et de Vezouze.
De la proximité des Vosges, on note des inondations en hiver ou au début du printemps et des orages de grêle en été, avec destruction des récoltes.

### Hydrographie
La commune est dans le bassin versant du Rhin au sein du bassin Rhin-Meuse. Elle est drainée par la Vezouze, le ruisseau d'Albe, le ruisseau le Danube et le ruisseau le Vacon,.
La Vezouze, d'une longueur de 75 km, prend sa source dans la commune de Saint-Sauveur et se jette  dans la Meurthe à Rehainviller, après avoir traversé 24 communes. Les caractéristiques hydrologiques de la Vezouze sont données par la station hydrologique située sur la commune de Blâmont. Le débit moyen mensuel est de 1,55 m3/s. Le débit moyen journalier maximum est de 24,6 m3/s, atteint lors de la crue du 4 octobre 2006. Le débit instantané maximal est quant à lui de 56,9 m3/s, atteint le 13 janvier 2004.

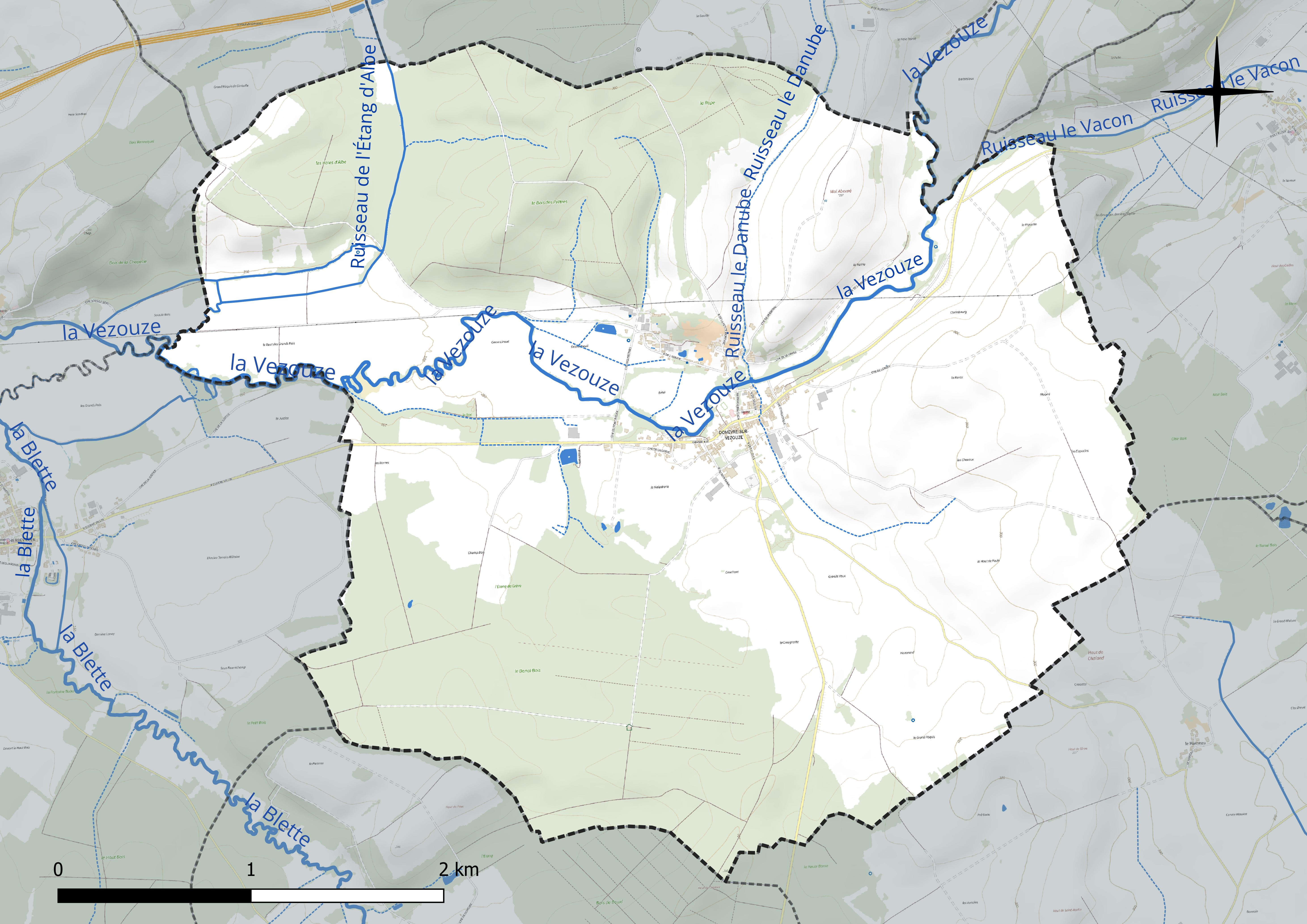
Réseau hydrographique de Domèvre-sur-Vezouze.

### Climat
Pour des articles plus généraux, voir Climat du Grand Est et Climat de Meurthe-et-Moselle.
En 2010, le climat de la commune est de type climat des marges montargnardes, selon une étude du Centre national de la recherche scientifique s'appuyant sur une série de données couvrant la période 1971-2000. En 2020, Météo-France publie une typologie des climats de la France métropolitaine dans laquelle la commune est exposée à un climat semi-continental et est dans la région climatique  Vosges, caractérisée par une pluviométrie très élevée (1 500 à 2 000 mm/an) en toutes saisons et un hiver rude (moins de 1 °C). 
Pour la période 1971-2000, la température annuelle moyenne est de 9,6 °C, avec une amplitude thermique annuelle de 16,8 °C. Le cumul annuel moyen de précipitations est de 979 mm, avec 12,4 jours de précipitations en janvier et 9,7 jours en juillet. Pour la période 1991-2020, la température moyenne annuelle observée sur la station météorologique de Météo-France la plus proche, « St Maurice », sur la commune de Saint-Maurice-aux-Forges à 6 km à vol d'oiseau, est de 10,5 °C et le cumul annuel moyen de précipitations est de 837,4 mm. 
La température maximale relevée sur cette station est de 39,2 °C, atteinte le 25 juillet 2019 ; la température minimale est de −19,9 °C, atteinte le 1er mars 2005,,. 
Les paramètres climatiques de la commune ont été estimés pour le milieu du siècle (2041-2070) selon différents scénarios d'émission de gaz à effet de serre à partir des nouvelles projections climatiques de référence DRIAS-2020. Ils sont consultables sur un site dédié publié par Météo-France en novembre 2022.

## Urbanisme

### Typologie
Au 1er janvier 2024, Domèvre-sur-Vezouze est catégorisée commune rurale à habitat dispersé, selon la nouvelle grille communale de densité à sept niveaux définie par l'Insee en 2022.
Elle est située hors unité urbaine et hors attraction des villes,.

### Occupation des sols
L'occupation des sols de la commune, telle qu'elle ressort de la base de données européenne d’occupation biophysique des sols Corine Land Cover (CLC), est marquée par l'importance des territoires agricoles (56,9 % en 2018), une proportion sensiblement équivalente à celle de 1990 (56,4 %). La répartition détaillée en 2018 est la suivante : terres arables (42,4 %), forêts (39,3 %), prairies (12,3 %), zones urbanisées (3,8 %), zones agricoles hétérogènes (2,2 %). L'évolution de l’occupation des sols de la commune et de ses infrastructures peut être observée sur les différentes représentations cartographiques du territoire : la carte de Cassini (XVIIIe siècle), la carte d'état-major (1820-1866) et les cartes ou photos aériennes de l'IGN pour la période actuelle (1950 à aujourd'hui).

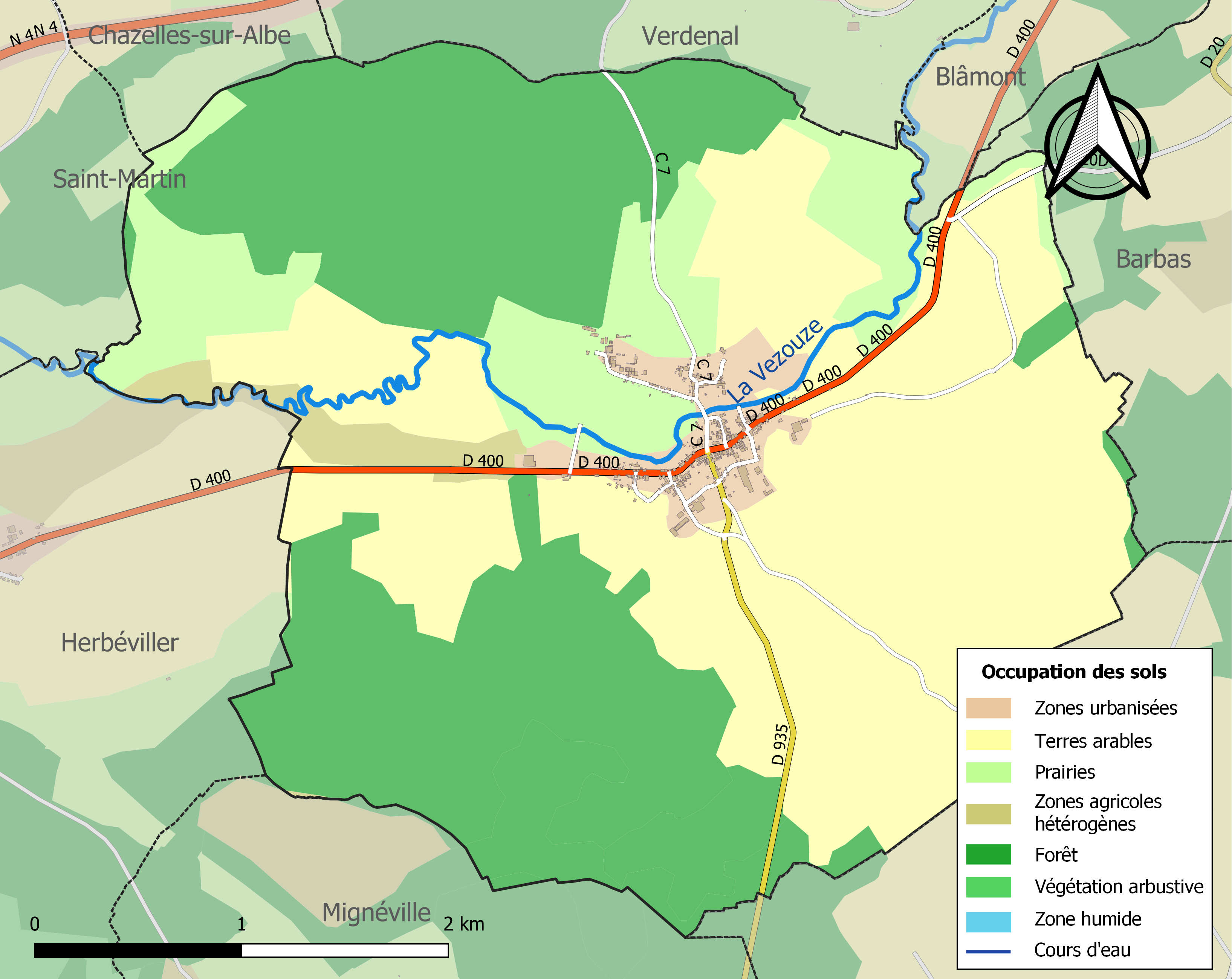
Carte des infrastructures et de l'occupation des sols de la commune en 2018 (CLC).

## Toponymie
Le nom de la localité est attesté sous les formes Ecclesia Domni Apri (XIIIe siècle) ; Domepvre (1479) ; Dompmevre (1506) ; Dompmeyvre (1538) ; Dommeyvre (1549) ; Dom-Epvre (1594) ; Dommêvre (1600) ; Domêvre-sur-Vezouse (1779).

Cet hagiotoponyme caché, apparaît au XIIIe siècle sous la forme (ecclesia) Domni Apri, vient du latin médiéval Domnus Aper, où Domnus, littéralement seigneur, maître, désigne le saint. Ce type de toponyme, qui fait d'un saint le maître et le protecteur d'un lieu et de ses habitants, remonte en fait au Haut Moyen Âge. Saint Èvre, septième évêque de Toul, était particulièrement vénéré dans ce diocèse (on y compte une cinquantaine d'églises qui lui sont dédiées). La localisation sur la Vezouze n'apparaît qu'en 1779 : le nom Domèvre-sur-Vezouze n'est officialisé que le 25 juin 1936 .
La Vezouze est une rivière qui coule dans le département de Meurthe-et-Moselle, en région Grand Est.

## Histoire

### Moyen Âge
Du début de sa création vers le IXe siècle, le village de Domèvre fut sous la domination de différentes seigneuries morcelées et épisodiques. En 1010 (date capitale pour Domèvre) l'évêque de Toul Berthold fait don de la seigneurie de Domèvre-sur-Vezouze à l'abbaye de Saint-Sauveur (en Vôge, abbaye bénédictine d'hommes), située à 13 km à vol d'oiseau à l'est de Domèvre, en pleine forêt vosgienne. Vers 1185, l'abbaye laisse la place à des chanoines réguliers de Saint-Augustin.
Le seigneur du village de Domèvre est donc un abbé qui exerce l'autorité dans toute sa plénitude. N'ayant pas, de par sa fonction de 'bras armé, il sollicite l'aide de 'voués' (défenseurs laïcs) qui sont, soit la prévôté de Blâmont jusqu'en 1506, soit la prévôté de Lunéville pour le compte du duc de Lorraine. Les 'voués' font intrusion dans la vie du village et tentent de mélanger à leur avantage leurs prérogatives avec celles du seigneur clerc. Ainsi l'autorité du seigneur ecclésiastique peut être contestée par les habitants par un recours gracieux auprès du voué laïc. Mais l'abbé conserve tout pouvoir de justice et droits divers (droit de pêche, droit de banalité, droit exclusif de la chasse, etc.), les habitants ont des obligations diverses (comme présence à la messe à l'abbaye les dimanches et jours de fêtes, sous peine de punition) et des corvées.
Ainsi sur un total de surface labourable de 750 hectares sur la paroisse, les habitants assurent par corvées (corvées de charrue, corvées de fauchage, corvées de moisson...) l'exploitation sur le domaine abbatial des 107 hectares (sur 125, les 18 sont réservés aux moines) de terres labourables, et exploitent pour leur propre compte 625 hectares. À cela s'ajoutent une dîme (10 %) sur toutes leurs productions agricoles, une redevance de 3 % payable en argent, un prélèvement d'un quart de leurs semences…
Seul l'abbé a le droit de promulguer des règlements et des ordonnances, qui sont proclamés deux fois par an lors de plaid (plaids annaux) se tenant à Domèvre à l'église sous la présidence du seigneur abbé en présence obligatoire de tous les habitants, l'absence entraînant une amende payable à l'abbaye.
L'abbé de Saint-Sauveur crée au XIIe siècle sur la rive droite de la Vezouze une 'grange monastique' (exploitation agricole) et il est certain que la situation de Domèvre (au point de vue agricole, climat, etc.) est plus intéressante que celle de Saint-Sauveur.
L'abbaye de Saint-Sauveur subit trois destructions : en 1470 un terrible incendie accidentel, en 1525 pendant la révolte des paysans, puis en 1568 par des troupes huguenotes. De l'abbaye de Saint-Sauveur ne reste seulement que le chœur devenu église paroissiale.

### Temps modernes
Aussi l'abbé décide en 1571 de quitter l'abbaye ruinée et de s'établir à Domèvre dont il est le seigneur et qui possède environ 400 habitants. Or cela se complique par la limite des diocèses. En effet, la limite des peuplades gauloises des Leuques de Toul et ceux des Celtes Mediomatrices (Metz) a été fixée par le cours de la Vezouze, et les diocèses créés à l'époque franque ont repris les mêmes limites. Ainsi la rive droite de la Vezouze, là où est située la grange monastique, est sous la juridiction de l'évêque de Metz, alors que l'abbaye de Saint-Sauveur est sous la juridiction de celui de Toul. Après moult difficultés, les bâtiments de la nouvelle abbaye à Domèvre sont achevés en 1576. Cette proximité de limite diocésaine permettra à l'abbé d'obtenir plus de libertés dans son exercice.
Las, en septembre 1587, des bandes de reîtres ravagent le village et détruisent totalement l'abbaye. Le relèvement est lent et laborieux. De plus, de 1618 à 1648, la guerre de Trente Ans ravage la Lorraine, par les exactions des troupes occupantes. À cela s'ajoutent les mauvaises récoltes et la peste. Les religieux de Domèvre abandonnent leur nouvelle abbaye à peine rénovée pour trouver asile à l'abbaye de Belchamp (dont les ruines, de par la Révolution, se situent à la limite de la commune de Méhoncourt). En octobre 1638, une bataille eut lieu à Domèvre entre les Lorrains et les Français et le village fut soumis à un pillage complet par les occupants français. En 1642, les religieux fuient de nouveau, de même en 1644 où un tiers des habitations du village fut incendié. En 1647, l'abbaye est de nouveau pillée.
Ce n'est qu'en 1649 que le calme et la tranquillité revinrent à Domèvre (dénommé Domèvre-l'Abbaye pour faire la distinction avec les autres villages homonymes) et les ecclésiastiques réintégrèrent définitivement l'abbaye. Notons qu'en 1625 et 1626, Pierre Fourier y fit de nombreux séjours et réforma l'abbaye en l'incorporant à la congrégation de Notre-Sauveur, tout en étant en mission à Badonviller, haut-lieu du protestantisme et capitale du comté de Salm.
Henri de La Tour d'Auvergne, vicomte de Turenne, en chemin pour l'Alsace, passe la nuit à l'abbaye de Domèvre en décembre 1644. Les religieux font prospérer leur domaine : prairies artificielles, création d'étangs de pêche, flottage de bois sur la Vezouze, utilisation de gens qualifiés du métier… De 1729 à 1765, une reconstruction imposante et superbe de l'ensemble abbatial eut lieu : couvent, cloître (jardin intérieur de 25 par 32 m), quartier et église abbatiale (30 m de large et 45 m de long, avec deux clochers à bulbe surmontés d'une croix, comme à l'abbaye de Belmont)… Une merveille, qui, hélas, ne durera pas plus d'un demi-siècle… L'abbaye devient à la fin du XVIIIe siècle le siège de la congrégation de Notre-Sauveur, dirigée par le général Joseph de Saintignon qui y meurt abandonné de tous lors de la Révolution.

### Révolution française et Empire
En 1791, a lieu la mise en vente de tout le patrimoine de l'abbaye. Tout a été pillé : portes, fenêtres, planchers, toitures (64 000 ardoises)... Les 7 600 ouvrages de la magnifique bibliothèque ont disparu, sauf quelques rescapés retrouvés à Nancy. Seuls quelques éléments ont pu être sauvés de la folie destructrice ; ainsi, une chaire à prêcher et deux confessionnaux ont été conservés à l'église Saint-Maurice à Blâmont.

### Époque contemporaine
Pendant le XIXe siècle, Domèvre mène une existence paisible et laborieuse. Amélioration de l'agriculture, augmentation des prairies aux dépens des cultures céréalières, élevage et production laitière en hausse, diminution des surfaces viticoles (le vin au demeurant fort médiocre), création d'un haras national, exploitation rationnelle des forêts (qui couvrent de plus d'un tiers la surface communale), création d'une faïencerie transformée en tuilerie, d'une filature, d'un tissage... Vers 1840, un projet de chemin de fer est établi entre Paris et Strasbourg, mais il semblerait que les habitants de Blâmont et des environs aient refusé cette nouveauté, ce qui est une erreur catastrophique pour Domèvre. 

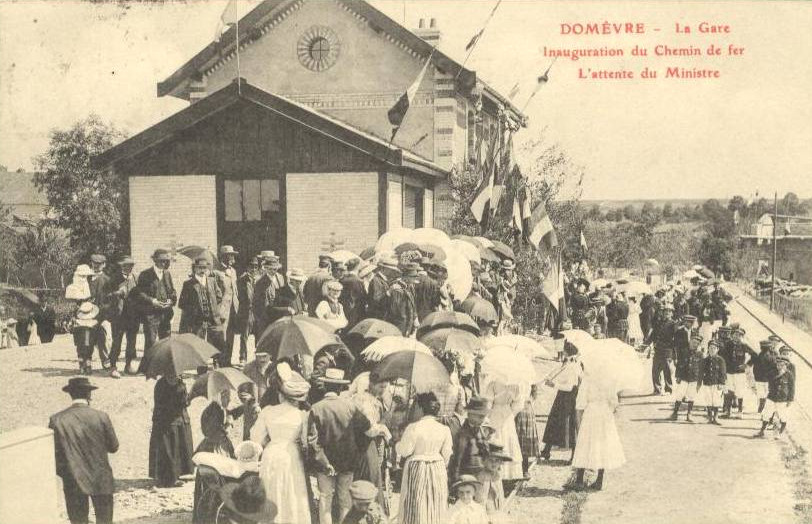
Inauguration de la gare du LBB.

Ce n'est qu'en 1870 que Blâmont est desservie par la compagnie privée ABC (Ligne d'Avricourt à Blâmont et à Cirey) à partir de la gare d'Avricourt, ce qui provoquera en 1871 la partition de cette commune. Ce n'est que trop tardivement, avec beaucoup de lenteur et de retard, qu'un chemin de fer métrique atteint Domèvre par la compagnie du LBB (Ligne de Lunéville à Blâmont et à Badonviller). La gare est inaugurée le 13 août 1911 par le ministre Albert Lebrun sous les ovations de la population. La station, devenue habitation au XXIe siècle, est située à proximité du centre du village. Le trafic de la ligne fonctionnera jusqu'en 1942.
Lors de la première guerre mondiale, l’occupation ennemie commence le 9 août 1914, le village est libéré le 14 août au soir, repris le 22 août au soir, l'ennemi commet des exactions et des pillages, incendiant 136 habitations sur 187. Le 15 novembre 1914, les Allemands ordonnent l'évacuation des habitants (ceux qui n'ont pas encore fui) dans un délai de 3 heures en emportant le strict minimum, à pied vers les lignes françaises. Domèvre est totalement abandonnée et la ligne de front allemand (et les tranchées) passe dans le village même, sans aucune modification de tracé pendant 4 ans (de novembre 1914 à novembre 1918). Les Allemands construisent des blockhaus en béton tout le long du front, dont un imposant établi dans le centre même du village sur la route principale. Ce n'est que fin novembre 1918 que les habitants revinrent à Domèvre totalement détruit, ravagé, sans le moindre signe de vie animal (à part les rats), sans un oiseau... On estime que, au minimum, 750 000 obus (français ou allemands) sont tombés pendant 48 mois sur le village et sur la commune... [réf. souhaitée]

## Politique et administration
| Période                                  | Période                   | Identité                                     | Étiquette | Qualité      |
| ---------------------------------------- | ------------------------- | -------------------------------------------- | --------- | ------------ |
| Les données manquantes sont à compléter. |                           |                                              |           |              |
| mars 2001                                | mars 2008                 | André Bertrand                               |           |              |
| mars 2008                                |                           | Michel César                                 |           |              |
| mars 2014                                | En cours (au 23 mai 2020) | Michel César, Réélu pour le mandat 2020-2026 |           | Ancien cadre |

## Population et société

### Démographie
L'évolution du nombre d'habitants est connue à travers les recensements de la population effectués dans la commune depuis 1793. Pour les communes de moins de 10 000 habitants, une enquête de recensement portant sur toute la population est réalisée tous les cinq ans, les populations de référence des années intermédiaires étant quant à elles estimées par interpolation ou extrapolation. Pour la commune, le premier recensement exhaustif entrant dans le cadre du nouveau dispositif a été réalisé en 2004.

En 2022, la commune comptait 317 habitants, en évolution de +9,69 % par rapport à 2016 (Meurthe-et-Moselle : −0,13 %, France hors Mayotte : +2,11 %).
| 1793 | 1800 | 1806 | 1821  | 1831  | 1836  | 1841  | 1846  | 1851  |
| ---- | ---- | ---- | ----- | ----- | ----- | ----- | ----- | ----- |
| 960  | 851  | 975  | 1 042 | 1 306 | 1 239 | 1 198 | 1 116 | 1 079 |

| 1856 | 1861 | 1872 | 1876 | 1881 | 1886 | 1891 | 1896 | 1901 |
| ---- | ---- | ---- | ---- | ---- | ---- | ---- | ---- | ---- |
| 937  | 920  | 810  | 825  | 795  | 763  | 756  | 700  | 689  |

| 1906 | 1911 | 1921 | 1926 | 1931 | 1936 | 1946 | 1954 | 1962 |
| ---- | ---- | ---- | ---- | ---- | ---- | ---- | ---- | ---- |
| 645  | 671  | 431  | 433  | 423  | 396  | 342  | 327  | 337  |

| 1968 | 1975 | 1982 | 1990 | 1999 | 2004 | 2006 | 2009 | 2014 |
| ---- | ---- | ---- | ---- | ---- | ---- | ---- | ---- | ---- |
| 301  | 294  | 261  | 227  | 231  | 275  | 287  | 288  | 290  |

| 2019 | 2022 | - | - | - | - | - | - | - |
| ---- | ---- | - | - | - | - | - | - | - |
| 311  | 317  | - | - | - | - | - | - | - |

## Économie

### Secteur primaire
Autrefois l'activité principale de Domèvre-sur-Vezouze était l'agriculture. Il reste toujours plusieurs exploitations agricoles.
En 1888, les prairies naturelles donnent du fourrage sur 190 ha et les prairies artificielles donnent sur 100 ha du trèfle, du sainfoin et de la luzerne. Comme d'autres communes voisines, la plupart des familles travaillaient l'osier ou le rotin fabriquant des ouvrages de vannerie pour un usage local et le commerce.
En 2021, Domèvre-sur-Vezouze compte une cinquantaine d'entreprises essentiellement dans la culture de céréale, l'élevage et la production animale, la sylviculture, l'exploitation forestière, l'activité immobilière et divers travaux et services,,.

### Artisanat
En 1750, Etienne Pelissier ouvre une manufacture de faïence qui fermera ses portes en 1838. On y a produit que des pièces de grand feu dans le style des autres centres tels qu'Épinal et Waly.

## Culture locale et patrimoine

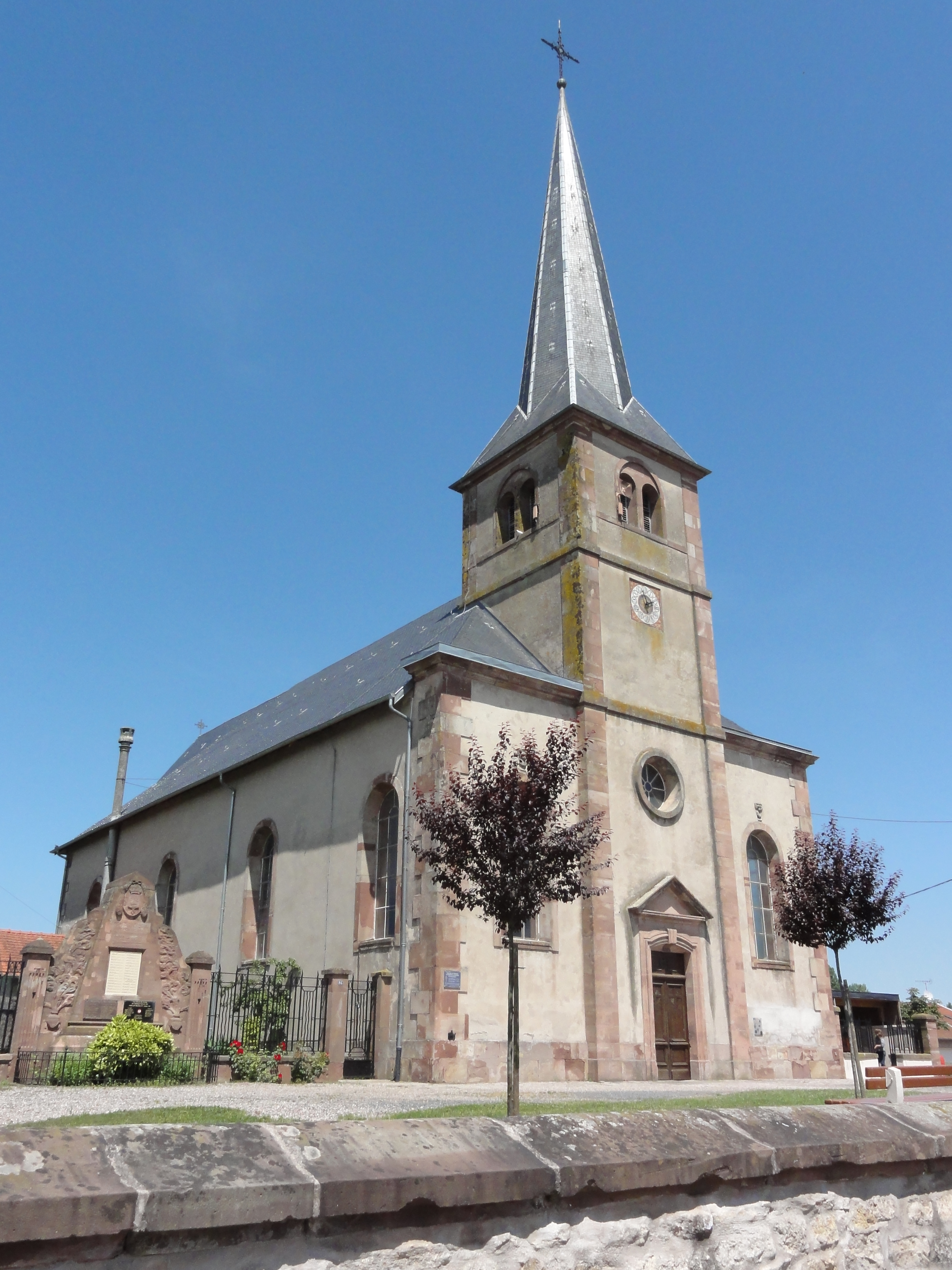
L'église.

### Lieux et monuments
- Abbaye de chanoines réguliers qui disparut à la Révolution.
- Château XIXe dans son enclos édifié par Sébastien-François Keller avec les matériaux en grès rouge provenant de l'église abbatiale, le château subit de graves dégâts en août 1914 et abandonné à l'état de ruine (détruit).
- Église Saint-Epvre 1743, restaurée entre 1922 et 1925 sur les plans de l'architecte Henri Deville, de Nancy ; l'ancien édifice ayant été totalement détruit lors de la Première Guerre mondiale. L'ameublement intérieur est réalisé par Jules Cayette[29]. L'artiste signe ici l'un de ses aménagements religieux les plus somptueux. Toutes les techniques qu'il maîtrise sont ici présentes : menuiserie, ferronnerie, fonte de bronzes, taille de pierre, etc. Seul son projet de maître-autel en pierre et mosaïque est refusé, car jugé trop froid. La mairie préfère acheter un autel du XVIIIe siècle provenant de l'ancien couvent de la Visitation de Nancy, devenu lycée Henri-Poincaré[30]. Les vitraux sont dus à Georges Janin ; les cloches sont fondues par Robert à Nancy ; l'orgue est fourni par Rœthinger de Strasbourg. L'ensemble du mobilier de Cayette a été classé monument historique au titre objet le 23 décembre 1998.

### Personnalités liées à la commune
- Thérèse Stutzmann (1913-1944), résistante FFI, est arrêtée au presbytère de Domèvre-sur-Vezouze et fusillée à Merviller.
- René Arnould, prêtre, arrêté au presbytère de Domèvre-sur-Vezouze et fusillé à Merviller.
- André Hachon (1925-1944), résistant, arrêté au presbytère de Domèvre-sur-Vezouze, et fusillé à Merviller.
- Pierre Mathieu, résistant, arrêté au presbytère de Domèvre-sur-Vezouze, et fusillé à Merviller.

### Héraldique
| Blason de Domèvre-sur-Vezouze | Blason  | Coupé d'azur à trois sapins d'argent et d'or à la hure de sanglier contournée de sable allumée et défendue de gueules. |
| Blason de Domèvre-sur-Vezouze | Détails | Le statut officiel du blason reste à déterminer.                                                                       |